# Blask (album)
Blask – debiutancki album studyjny polskiego zespołu muzycznego Anieli, wydany 9 września 2022 nakładem wydawnictwa Kayax. Zadebiutował na 11. miejscu ogólnopolskiej listy sprzedaży OLiS.

## Powstanie
Inicjatorką założenia zespołu Anieli była piosenkarka Katarzyna Nosowska, która w 2020 zaprosiła do współpracy swojego męża Pawła Krawczyka i przyjaciółkę Joannę Prykowską. Przez tydzień w domu Nosowskiej i Krawczyka w Warszawie zostały napisane wszystkie piosenki na album. Wówczas Nosowska uznała, że Krawczyk i Prykowska dobrze brzmią jako duet i zrezygnowała z członkostwa w zespole. Jesienią 2020 Krawczyk zaczął nagrywać w swoim domowym studio nagraniowym (nazwanym Studiem im. Kazimierza Deyny) wstępne wersje utworów. Ze względu na pandemię COVID-19 Prykowska pracowała nad wokalami w swoim domu w Szczecinie. Od kwietnia 2022, gdy zostały wznowione loty między Warszawą a Szczecinem, wspólne nagrania odbywały weekendami u Krawczyka. Prace nad materiałem zostały zakończone latem 2021.
Jako inspirację dla albumu Anieli wymienili Eurythmics, Sinéad O’Connor, Tanitę Tikaram, Everything but the Girl i Maanam.

## Wydanie i promocja
Pierwszy singel promujący album, „Jaśniejąca” (z gościnnym udziałem Nosowskiej), został wydany 21 stycznia 2022. 20 kwietnia 2022 ukazał się drugi singel, „Niemiłość”. 22 kwietnia 2022 Anieli i Nosowska wykonali wspólnie „Jaśniejącą” podczas gali Fryderyki 2022. Premierowy koncert z utworami z albumu duetu odbył się 10 maja 2022 w Filharmonii Szczecińskiej podczas gali wręczenia Nagród Artystycznych Miasta Szczecin. Kolejnymi singlami promującymi album były „Przesilenie” (21 czerwca 2022) i „Nie ruszaj się” (9 września 2022).
Blask został wydany 9 września 2022 nakładem wydawnictwa Kayax.

## Lista utworów
Wszystkie utwory zostały skomponowane przez Pawła Krawczyka i Joannę Prykowską, a teksty napisała Prykowska.
| Nr  | Tytuł utworu                       | Długość |
| --- | ---------------------------------- | ------- |
| 1.  | „Nie ruszaj się”                   | 3:41    |
| 2.  | „Niemiłość”                        | 3:59    |
| 3.  | „Mów do mnie mów”                  | 3:26    |
| 4.  | „Jaśniejąca” (gościnnie: Nosowska) | 4:05    |
| 5.  | „Poświt”                           | 3:50    |
| 6.  | „Pełnia”                           | 5:04    |
| 7.  | „Czego nam brak”                   | 3:42    |
| 8.  | „Przesilenie”                      | 3:47    |
| 9.  | „Blask”                            | 4:07    |
| 10. | „Brzask”                           | 7:49    |
|     |                                    | 43:30   |

## Personel
Anieli:
- Joanna Prykowska – śpiew, muzyka, teksty
- Paweł Krawczyk – gitara, gitara basowa, syntezatory, programowanie, muzyka, produkcja muzyczna, realizacja nagrań

Pozostali:
- Michał Gajko – miksowanie, mastering
- Michał Gołąbek – elektryczna gitara hawajska (6, 9)
- Michał Jastrzębski – perkusja (3)
- Artur Lądownik – fotografia
- Macio – projekt graficzny
- Rafał Malicki – syntezatory (2, 6, 7)
- Katarzyna Nosowska – śpiew (4)
- Piotr Porębski – fotografia